# Aïn Larbi
Aïn Larbi (em árabe: عين العربى), anteriormente Gounod, é uma cidade e comuna localizada na província de Guelma, Argélia. Segundo o censo de 2008, a população total da cidade era de 7 604 habitantes.